# 青長頜魚
青長頜魚（学名：Mormyrus cyaneus），為輻鰭魚綱骨舌魚目象鼻魚科的其中一種，被IUCN列為次級保育類動物，該物種分布於非洲剛果河下游流域，體長可達26公分。